# Billete de cincuenta centavos de quetzal

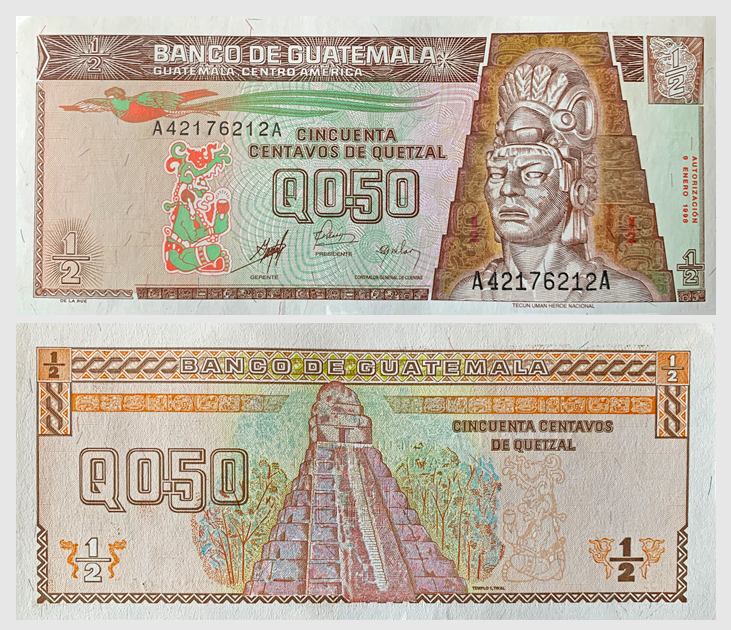
Este es una imagen del billete de Q0.50.

El billete de 50 centavos de quetzal fue un billete utilizado en Guatemala durante el siglo XX. El diseño de este fue variado, adaptándose al contexto histórico de Guatemala y a sus significados a lo lardo de los años en los que estuvo en circulación. Dejó de utilizarse en 1998 sustituyéndose por la moneda de igual denominación.

## Diseños
Cuando se creó el Banco de Guatemala como organismo estatal se utilizó el diseño de billetes creados previamente por el Banco Central de Guatemala creado en 1926. Este se manejó desde 1946 a 1948.
En el anverso presentaba alegorías sobre la agricultura, lo cual era de gran importancia para la época. Además, el reverso mostraba el grabado de un paisaje del lago de Atitlán. Su color dominante era el café, mientras que el centro principal del anverso tenía tonos celeste.

## Historia
En 1953 se emitieron los nuevos diseños propios del Banco de Guatemala, los cuales conservaban los colores principales de sus antecesores. Por primera vez se mostró un quetzal volando, como símbolo de libertad. También presentaba un grabado de la Ermita del Cerrito del Carmen, mientras que el reverso tenía un paisaje de Chichicastenango.
Luego, en 1955 se volvieron a emitir nuevos diseños del billete de 50 centavos de quetzal, cambiando mayormente su distribución.

## Cambio al diseño actual
Las variaciones que se realizaron más adelante fueron más que todo de tonalidades en los colores. Pero en 1972 se modificó completamente el diseño nuevamente. Estos nuevos billetes presentaron grabados de un busto del héroe nacional, Tecún Umán y el Templo I de Tikal en el anverso y reverso, respectivamente.
También podía observarse la imagen del quetzal volando en la parte superior de la pieza. Esta fue la primera vez que se presentaron diseños mayas acompañando los grabados principales.
En 1983 se pusieron en circulación billetes con un diseño que presentaba ligeros cambios. Esta vez, la representación de una pirámide estilizada de Tikal se mostró como respaldo del busto de Tecún Umán.
De nuevo, las transformaciones que se hicieron en la posteridad fueron mayormente de tonalidades en los colores. Aun así, el diseño se mantuvo muy similar.
A partir de la década de 1990, se comenzó a sustituir el uso del billete de 50 centavos de quetzal por una moneda. Poco a poco, el uso de la moneda fue aceptada por la sociedad guatemalteca y el del billete desapareció completamente.
Esto ayudó a la durabilidad del nuevo circulante. Ya que los billetes de baja denominación tenían un tiempo de deterioro de 1 o 2 años. Mientras que la moneda posee una vida útil de más de 20 años.